# Рейнфельд, Фред
Фред Рейнфельд (англ. Fred Reinfeld, 27 января 1910, Нью-Йорк — 29 мая 1964, Ист-Мидоу) — американский шахматист, шахматный журналист и писатель еврейского происхождения. Один из наиболее известных англоязычных шахматных писателей.

## Биография
Родился в семье переселенцев из Европы. Отец — Барнетт Рейнфельд, уроженец Польши. Мать — Роза Погрезельская, уроженка Румынии.
Женился в 1932 г. (имя жены — Беатрис). Дети — Дональд (1942 г.р.) и Джудит (1947 г.р.).
Окончил Нью-Йоркский университет и Городской колледж Нью-Йорка по специальности бухгалтерский учет.
Умер от разрыва аневризмы сосудов головного мозга.

## Шахматная деятельность
Познакомился с шахматами в школе. В 1926 г. вступил в Маршалловский шахматный клуб.
В 1929 г. стал победителем межвузовского чемпионата США (представлял Нью-Йоркский университет).
С начала 1930-х гг. работал шахматным инструктором в Нью-Йоркском и Колумбийском университетах.
В 1930-е гг. входил в число сильнейших шахматистов США. Дважды побеждал в чемпионатах штата Нью-Йорк (1931 и 1933 гг.). Завоевал бронзу в чемпионате Западной шахматной ассоциации (открытом чемпионате США) 1932 г. Побеждал в чемпионатах Маршалловского (1935 г.) и Манхэттенского (1942 г.) шахматных клубов.
Дважды участвовал в чемпионатах США (1938 и 1940 гг.).
Дважды занимал призовые места в сильных по составу турнирах американских мастеров в Вентноре.
В 1942 г. отошел от активной практики в связи с рождением ребенка.
В первом рейтинговом списке Шахматной федерации США, опубликованном в 1950 г. он занимал 6-е место после Р. Файна, С. Решевского, А. Кевица, А. Дейка и А. Саймонсона. По оценке Chessmetrics, в мае 1942 г. Рейнфельд играл на уровне рейтинга Эло 2532 (то есть по классу игры соответствовал современному международному гроссмейстеру).
В личных встречах Рейнфельд побеждал гроссмейстеров С. Решевского (дважды), Р. Файна, Ф. Маршалла, А. Денкера. Также он завершил вничью единственную встречу с чемпионом мира А. А. Алехиным.

## Журналистская и литературная деятельность
С 1933 по 1947 гг. был обозревателем журнала «Chess Review».
Был консультантом «Международной книжной энциклопедии» и словаря «Random House College Dictionary».
Один и в соавторстве написал более 100 шахматных книг, в том числе цикл учебников, биографии Эм. Ласкера (с Р. Файном), Х. Р. Капабланки, А. А. Алехина, А. И. Нимцовича, П. П. Кереса. В последние годы работал над книгой о П. Морфи (завершена Э. Солтисом). Является автором и редактором сборника партий матча на первенство мира 1934 г. и большого количества турнирных сборников. Также занимался редакторской работой (книги Е. А. Зноско-Боровского, Ф. Сарджента и др.).
В 1996 г. за литературную деятельность в области шахмат под номером 26 был включен в Зал шахматной славы США в Сент-Луисе.
Помимо шахмат, под псевдонимами Роберт Мастерс и Эдвард Янг написал значительное количество книг о физике, шашках, истории, политологии и юриспруденции. За книгу «Великие инакомыслящие: хранители свободы и законов своей страны» («The Great Dissenters: Guardians of Their Country’s Laws and Liberties») получил премию фонда Т. Эдисона.
Особую ценность имеют его 19 работ по филателии и маркофилии.
В 1965 г. библиотека Рейнфельда была передана его вдовой в дар Нью-Йоркскому университету.

## Спортивные результаты
| Год         | Город       | Соревнование                                                    | + | − | =  | Результат | Место |
| ----------- | ----------- | --------------------------------------------------------------- | - | - | -- | --------- | ----- |
| 1928        | Нью-Йорк    | Чемпионат Маршалловского ШК                                     |   |   |    |           |       |
| 1929        | Нью-Йорк    | Межвузовский чемпионат США                                      |   |   |    |           | 1     |
|             | Нью-Йорк    | Матч Манхэттенский ШК — Маршалловский ШК (против Р. Борнгольца) | 1 | 0 | 0  | 1 из 1    |       |
| 1930        | Нью-Йорк    | Чемпионат Маршалловского ШК                                     |   |   |    |           |       |
|             | Нью-Йорк    | Юниорский турнир ШК им. Райса                                   |   |   |    |           |       |
| 1931        | Ром         | Чемпионат штата Нью-Йорк                                        |   |   |    |           | 1     |
| 1932        | Миннеаполис | Открытый чемпионат США                                          |   |   |    |           | 3     |
|             | Пасадена    | Международный турнир                                            |   |   |    |           | 7—10  |
|             | Нью-Йорк    | Матч с Э. Сантасьером                                           | 0 | 3 | 3  | 1½ : 4½   |       |
| 1933        | Нью-Йорк    | Чемпионат Маршалловского ШК                                     |   |   |    |           |       |
|             | Сиракьюс    | Чемпионат штата Нью-Йорк                                        |   |   |    | [ 7 ]     | 1     |
|             | Нью-Йорк    | Квалификация в олимпийскую сборную США                          | 1 | 3 | 6  | 4 из 10   | 7—8   |
| 1934 / 1935 | Нью-Йорк    | Чемпионат Маршалловского ШК                                     |   |   |    |           | 1     |
| 1935        | Бингемптон  | Чемпионат штата Нью-Йорк                                        |   |   |    |           |       |
| 1936        | Нью-Йорк    | Чемпионат Маршалловского ШК                                     |   |   |    |           |       |
| 1937        | Нью-Йорк    | Чемпионат Маршалловского ШК                                     |   |   |    |           |       |
| 1938        | Нью-Йорк    | Чемпионат США                                                   |   |   |    | 6½ из 16  | [ 9 ] |
| 1939        | Вентнор     | Турнир американских мастеров                                    | 5 | 0 | 6  | 8 из 11   | 2     |
| 1940        | Нью-Йорк    | Чемпионат Маршалловского ШК                                     |   |   |    |           |       |
|             | Нью-Йорк    | Чемпионат США                                                   | 1 | 2 | 13 | 7½ из 16  | 8—11  |
| 1941        | Нью-Йорк    | Чемпионат Маршалловского ШК                                     |   |   |    |           |       |
|             | Вентнор     | Турнир американских мастеров                                    | 3 | 0 | 6  | 6 из 9    | 2     |
|             | Нью-Йорк    | Международный турнир                                            |   |   |    |           |       |
| 1942        | Нью-Йорк    | Чемпионат Манхэттенского ШК                                     |   |   |    |           | 1—2   |